# كأس ألبانيا 1962–63
كأس ألبانيا 1962–63 (بالألبانية: Kupa e Republikës 1962-63‏) هو موسم من كأس ألبانيا. أشرف على تنظيمه اتحاد ألبانيا لكرة القدم، وفاز فيه نادي تيرانا.